# Мала Бугаївка
Мала́ Буга́ївка — село в Україні, входить до Крушинського старостинського округу Глевахівської селищної територіальної громади Фастівського району Київської області.
До липня 2020 року Мала Бугаївка знаходилася в складі Васильківського району Київської області.

## Населення
Згідно з ревізькими казками державних селян Київського повіту від 20 травня 1858 року в селі мешкало 152 особи чоловічої статі та 189 жіночої статі.
Серед найбільш поширених прізвищ, згаданих у ревізьких казках: Парубець, Рак, Дуріченко, Цимбаленко, Нероденко, Клименко, Ляшенко, Ткаченко, Совенко, Марченко, Дуріка, Глобенко, Носаченко, Петрик, Подгарецький, Мельник, Саєнко, Музика, Куценко, Федотов.
Згідно з переписом УРСР 1989 року чисельність наявного населення села становила 37 осіб, з яких 15 чоловіків та 22 жінки.
За переписом населення України 2001 року в селі мешкали 33 особи.
На 31 грудня 2021 року село мало 15 зареєстрованих виборців.
Населення становить 31 чоловік.
На території села також розташовані три садівничих товариства – "Здоров'я", "Мрія-1" та "Мала Бугаївка".

## Особистості
В селі народився Цимбаленко Василь Федорович — Герой Радянського Союзу.
В 1933 році народився Володимир Минович Нероденко — відомий у світі геолог, фольклорист, етнограф, хореограф. Народний артист України, доцент Київського національного університету імені Тараса Шевченка. Помер у 2006 році.